# Sid Robin
Sidney „Sid“ Robin (eigentlich Sidney Rabinowitz; * 12. Juli 1912 in New York City; † 7. November 1985 in Los Angeles) war ein US-amerikanischer Textdichter und Komponist der Tin-Pan-Alley-Ära.

## Leben

Chick Webb – Undecided

Über seine Kindheit ist lediglich bekannt, dass er Saxophon lernte. Seinen ersichtlich ersten Text schrieb er zu dem von Earl Hines komponierten und am 27. Juni 1928 aufgenommenen Piano-Solo My Monday Date (oder auch A Monday Date), das später von zahlreichen Interpreten gecovert wurde (u. a. Louis Armstrong, Eddie Condon, Meade Lux Lewis). 1935 schrieb er mit Bob und Joe Shelton Just Because, das die Shelton Brothers am 23. Februar 1935 aufnahmen. Elvis Presley coverte den Song 1956 als B-Seite von Blue Moon, aufgenommen am 10. September 1954 noch bei Sun Records und erst auf dessen erster LP Elvis Presley im März 1956 veröffentlicht. Das Stück wurde mindestens 54 Mal gecovert. Zusammen mit Sonny Burke verfasste Robin spätestens 1936 den Text zu der ursprünglichen Instrumentalaufnahme King Porter Stomp, einem von Jelly Roll Morton komponierten und im Juli 1923 aufgenommenen Jazzstandard, der erstmals mit Textversion von Chick Webb (Gesang: Ella Fitzgerald) im Februar 1936 entstand und in dem Kinofilm Miller’s Crossing (US-Premiere am 21. September 1990) zu hören ist. John Kirby & the Onyx Club Boys übernahmen am 28. Oktober 1938 den mit Robins Text versehenen Titel Undecided (Decca Records #2216) mit Trompeter Charlie Shavers als Komponist (Rang 19 der Pop-Hitparade). Eigentlich sollte mit dem Titel ausgedrückt werden, dass über einen endgültigen Musiktitel noch nicht entschieden war. Robin baute den Text hierauf auf und schilderte eine Beziehung, die ständig neu begann und wieder endete. Die am 17. Februar 1939 von Chick Webb (mit Ella Fitzgerald Gesang; Decca #2323) gecoverte Fassung wurde bis auf Rang 8 der Pophitparade transportiert. Mit Aufnahmedatum 25. Juni 1951 feierte der Song nochmals mit den Ames Brothers (Coral Records #60566) kommerzielle Erfolge als Millionenseller (Rang #2), danach folgte das Benny Goodman Sextet im Dezember 1952. Insgesamt wurde dieser Song mindestens in 78 Versionen veröffentlicht. Die Zusammenarbeit mit den Andrews Sisters begann mit dem Titel Rock, Rock, Rock-A-Bye Baby, aufgenommen am 31. März 1939.

Buddy Clark – Sincerely Yours

Save a Smile For A Rainy Day für Roy Rogers ist im Kinofilm Billy the Kid Returns zu hören (US-Premiere: 4. September 1938). Robin schrieb als Nächstes nachträglich den Text zu einer ursprünglichen Instrumentalaufnahme, nämlich Benny Goodmans berühmtes Flying Home (aufgenommen am 6. November 1939), nachfolgend 16 Mal gecovert. Den Klassiker Woodchoppers Ball verfasste er mit Orchesterleiter Woody Herman und Bandmitglied Joe Bishop (12. April 1939). Der Titel gelangte in seiner Instrumentalfassung bis auf Rang 9 der Hitparade und entwickelte sich bis 1948 zum weiteren Millionenseller. Zusammen mit Alec Wilder entstand danach That’s the Way It Goes für Benny Goodman mit Gesang von Peggy Lee (25. September 1941). In Kooperation mit Jimmy Henderson und Bertha Scott verfasste er das populäre I Miss You So, von den Andrews Sisters im gleichnamigen Film präsentiert (US-Premiere am 20. Februar 1942, hierin auch die Robin-Komposition What’s Cookin‘?).
Robin trat erst 1942 der US-Verwertungsgesellschaft ASCAP bei. Im Zweiten Weltkrieg unterhielt er als Mitglied von Irving Berlins Show This is the Army ab 1942 die Truppen. In jener Zeit war er Armee-Komponist („soldier songwriter“) im Rang eines Gefreiten (Private), der den Titel Six Jerks in A Jeep (23. April 1942) für das zweite Armeecorps verfasste, interpretiert von den Andrews Sisters. East of the Rockies wurde am 18. Juni 1942 urheberrechtlich für den Gefreiten Robin registriert und am 22. Juli 1942 von den Andrews Sisters aufgenommen. Weitere Kompositionen sind die Filmmusik zum gleichnamigen Film My Baby Said Yes mit Bing Crosby (US-Premiere am 17. September 1945), No One to Cry To mit den Sons of the Pioneers (15. März 1946). Sincerely Yours verfasste Robin für Freddie Stewart (veröffentlicht im Juni 1947), ein Cover brachte Buddy Clark heraus (21. August 1947), Green Cockatoo entstand für Ethel Smith (30. Dezember 1947) oder Blind Date für Komiker Bob Hope (11. Mai 1950).

## Filmmusik
Robin war auch Komponist vieler weiterer Filmmusiken wie Gene Autrys Trail to San Antone (25. Januar 1947). Zusammen mit Foy Willing entstanden Filmmusiken für den Western Under Colorado Skies (15. Dezember 1947) oder für einige Kinofilme mit Roy Rogers wie The Golden Stallion (15. November 1949), Bells of Coronado (8. Januar 1950) oder Twilight in the Sierras (22. März 1950). Viele dieser Filmmusiken entstanden zusammen mit Foy Willing. Robin textete für die Groucho Marx TV-Serie You Can Bet Your Life (1. April 1941). Zwei Songs, die er mit Louis Jordan verfasste, wurden erst sehr spät durch die Broadway-Revue Five Guys Named Moe (britische Premiere im Londoner West End am 14. Dezember 1990, US-Premiere am 8. April 1992) einem breiteren Publikum bekannt, nämlich Look Out (Sister) (aufgenommen für Decca am 4. Juni 1947) und I Know What I’ve Got (7. Februar 1949). Eine von Robins letzten Kompositionen war One Little Kiss für Jo Stafford (Juli 1956). ASCAP hat für ihn 117 Musikstücke urheberrechtlich geschützt.